# Miss Grand Internacional 2023
Miss Grand Internacional 2023 fue la 11.ª edición del certamen Miss Grand Internacional, correspondiente al año 2023. La final se llevó a cabo el 25 de octubre en el Phú Thọ Indoor Stadium, ubicado en la ciudad Ciudad Ho Chi Minh, Vietnam; siendo la segunda ocasión que tal país acogió el evento. Candidatas de 69 países y territorios autónomos compitieron por el título. Al final del evento, Isabella Menin, Miss Grand Internacional 2022 de Brasil, coronó a Luciana Fuster, de Perú, como su sucesora.

## Resultados
| Posiciones                    | Candidata |
| ----------------------------- | --- |
| Miss Grand Internacional 2023 | - Perú - Luciana Fuster |
| Primera finalista             | - Myanmar - Ni Ni Lin Eain § Δ |
| Segunda finalista             | - Colombia - Alejandra López |
| Tercera finalista             | - Estados Unidos - Stephanie Miranda |
| Cuarta finalista              | - Vietnam - Lê Hoàng Phương |
| Semifinalistas (Top 10)       | - Angola - Eugénia Das Neves - Indonesia - Ritassya Wellgreat - Países Bajos - Melissa Bottema - República Dominicana - Skarxi Marte - Tailandia - Thaweeporn Phingchamrat |
| Cuartofinalistas (Top 20)     | - España - Celia Sevilla - Francia - Clémence Drouhaud - Honduras - Britthany Marroquín - India - Arshina Sumbu - Laos - Phetmany Philakhong - Nigeria - Boma Dokubo - Puerto Rico - Cristina Ramos - República Checa - Sophia Osako - Ucrania - Yulia Klimenko - Uzbekistán - Amaliya Shakirova |

- § Votada por el público de todo el Mundo vía internet para completar el cuadro de las 10 semifinalistas.
- Δ Votada por el público de todo el Mundo vía Redes Sociales para completar el cuadro de las 20 cuartofinalistas.

### Orden de clasificación
| Top 20               | Top 10               | Top 5          |
| -------------------- | -------------------- | -------------- |
| Myanmar Δ            | Myanmar §            | Colombia       |
| Estados Unidos       | Países Bajos         | Perú           |
| Puerto Rico          | Angola               | Estados Unidos |
| Nigeria              | Colombia             | Birmania       |
| República Checa      | Tailandia            | Vietnam        |
| Indonesia            | Estados Unidos       |                |
| Honduras             | Vietnam              |                |
| Laos                 | Indonesia            |                |
| República Dominicana | República Dominicana |                |
| Colombia             | Perú                 |                |
| India                |                      |                |
| Ucrania              |                      |                |
| Tailandia            |                      |                |
| Perú                 |                      |                |
| Angola               |                      |                |
| Países Bajos         |                      |                |
| Uzbekistán           |                      |                |
| Francia              |                      |                |
| España               |                      |                |
| Vietnam              |                      |                |

- § Votada por el público de todo el Mundo vía internet para completar el cuadro de las 10 semifinalistas.
- Δ Votada por el público de todo el Mundo vía Redes Sociales para completar el cuadro de las 20 cuartofinalistas.

### Premios especiales
| Título                      | Candidata                                                                   |
| --------------------------- | --------------------------------------------------------------------------- |
| Mejor Traje Nacional        | - Japón - Yayoi Machida - Nigeria - Boma Dokubo - Vietnam - Lê Hoàng Phương |
| Mejor en Traje de Baño      | - República Dominicana - Skarxi Marte                                       |
| Mejor en Traje de Gala      | - Rusia - Anastasiia Volkonskaia                                            |
| Miss Voto Popular           | - Myanmar - Ni Ni Lin Eain                                                  |
| Country's Power of the Year | - Myanmar - Ni Ni Lin Eain                                                  |
| Premio Grand Voice          | - Ghana - Kitava-Yvettlana                                                  |

## Antecedentes

### Fecha y locación
El 25 de junio de 2022, el organizador del concurso Miss Grand Internacional, MGI PLC, anunció en sus redes sociales que la 11.ª edición del concurso estaba programada para celebrarse en Vietnam el 20 de octubre de 2023, sin embargo, la sede final del evento aún no ha sido revelada. La ceremonia de firma del memorándum de entendimiento entre MGI PLC y el organizador local Sen Vàng Entertainment para el acuerdo de organizar el concurso se llevó a cabo más tarde durante la rueda de prensa de la edición inaugural del concurso Miss Grand Vietnam en el Sofitel Saigon Plaza en Ciudad Ho Chi Minh el 7 de junio de 2022, y el comunicado de prensa internacional se realizó más tarde en Saigon South Marina Club el 5 de julio.
Según la conferencia de prensa que se llevó a cabo el 5 de febrero de 2023, el certamen Miss Grand Internacional 2023 constará de seis subeventos principales, incluido el concurso Mejor en Traje de Baño, el desfile de trajes vietnamitas, la entrevista a puerta cerrada, el concurso de trajes nacionales, la competencia preliminar y la noche de coronación final, que se llevarán a cabo en diferentes ciudades del norte al sur de Vietnam, incluidas Hanói, Hạ Long, Đà Nẵng, Hội An, Huế y Ho Chi Minh, del 3 al 25 de octubre.

### Selección de candidatas
Se han seleccionado candidatas de setenta países y territorios para competir en el concurso. Cuarenta y tres de estas candidatas fueron seleccionadas a través de sus respectivos certámenes nacionales, cuatro fueron designadas luego de quedar finalistas en su certamen nacional o fueron seleccionadas a través de un proceso de casting, mientras que veintitrés de estas delegadas fueron designadas sin participar en ningún certamen nacional.
Las representantes originales de Ecuador, India, Portugal y Trinidad y Tobago no pudieron competir internacionalmente por diferentes motivos, lo que provocó que los directivos nacionales designaran a sus finalistas para hacerse con el título o asignaran otras candidatas como reemplazos.
En esta edición de 2023 se esperaba que debutaran seis países, pero uno de ellos, Guinea Ecuatorial, se retiró posteriormente. Once países que compitieron en la edición 2022 se retiraron por falta de licenciatarios nacionales, y ocho países regresaron a la competencia luego de estar ausentes en las ediciones anteriores. Inicialmente, setenta y cuatro países y territorios franquiciados confirmaron que enviarían a sus candidatos a Vietnam; sin embargo, además de Guinea Ecuatorial, la representante de Guadalupe, Laura Ballonad, quien fue nombrada Miss Grand Guadalupe en el certamen Miss Internacional Guadalupe 2023, no compitió internacionalmente por razones no reveladas, así como las representantes de Sri Lanka, Sudán del Sur y Portugal, que se retiraron por problemas de visa, cuestiones familiares y motivos personales, respectivamente.

## Actividades previas al concurso

### Votaciones
El 28 de septiembre de 2023, una semana antes del calendario del certamen, se lanzó el «Pre-Arrival Voting» en las páginas de Facebook e Instagram del organizador. Las cinco candidatas con la mayor puntuación, calculada por el número de me gusta y compartidos en sus fotografías publicadas en las plataformas de redes sociales mencionadas, adquirieron el derecho de estar presentes en la cena exclusiva con el presidente del certamen, Nawat Itsaragrisil, y la vicepresidente, Teresa Chaivisut, el 4 de octubre en el Grand K Hotel Suites Hanoi.
Otro desafío de votación con la misma estrategia, Mejor en Áo dài, se inició después del final del primer evento de votación, en el que los concursantes se dividieron en tres grupos geográficos: Asia-Oceanía, Europa-África, y América-Latinoamérica. Dos ganadoras de cada grupo obtuvieron el derecho a tener una charla especial con el director del certamen en el Citadines Marina Halong, Hạ Long, el 8 de octubre.
Países ganadores
|  | - Pre-Arrival Votación - Brasil - Adriana Yanca - Colombia - Alejandra López - Indonesia - Ritassya Wellgreat - Myanmar - Ni Ni Lin Eain - Vietnam - Lê Hoàng Phương | - Mejor en Áo dài - Myanmar - Ni Ni Lin Eain - Nigeria - Boma Dokubo - Perú - Luciana Fuster - República Checa - Sophia Osako - Tailandia - Thaweeporn Phingchamrat - Venezuela - Valentina Martínez |

### Country's Power of the Year
El premio Country's Power of the Year regresó después de ser introducido por primera vez en 2020, y los fanáticos pudieron votar por las candidatas para avanzar al Top 20 a través de Instagram y Facebook. Todas las candidatas fueron divididas en diez grupos para la primera ronda. La votación se llevó a cabo en las cuentas de Instagram y Facebook del certamen donde se presentaron las fotografías a votar por un grupo por día. Las 2 más votadas de cada grupo avanzaron a la segunda ronda, en la que las candidatas calificadas fueron categorizadas aleatoriamente en cuatro grupos de cinco y se lanzó nuevamente la votación con el mismo procedimiento. La ganadora de cada grupo en la segunda ronda se clasificó para la tercera ronda donde se dividieron en dos grupos de dos. Las ganadoras de cada uno de estos dos grupos compitieron entre sí en la ronda final y la ganadora pasó automáticamente a formar parte del Top 20.
| Posiciones | Candidata |
| ---------- | --- |
| Ganadora   | - Myanmar - Ni Ni Lin Eain |
| Finalista  | - Vietnam - Lê Hoàng Phương |
| Top 4      | - Perú - Luciana Fuster - Tailandia - Thaweeporn Phingchamrat |
| Top 20     | - Brasil - Adriana Yanca - Camboya - Phoem Sreyno - Colombia - Alejandra López - El Salvador - Fátima Calderón - Estados Unidos - Sthephanie Miranda - Ghana - Kitava-Yvettlana - India - Arshina Sumbul - Indonesia - Ritassya Wellgreat - Malasia - Kash Bhullar - México - Fernanda Beltrán - Nigeria - Boma Dokubo - Panamá - Julia Leong - Paraguay - Maelia Salcines - Puerto Rico - Cristina Ramos - República Checa - Sophia Osako - Venezuela - Valentina Martínez |

### Premio Grand Voice
La ronda de audiciones del concurso de canto Premio Grand Voice está programada para el 14 de octubre de 2023 en el Nami Beach Club – Mikazuki Japanese Resort and Spa en Đà Nẵng. Alrededor de 40 candidatas solicitaron la ronda de audiciones, y 18 de ellas calificaron para la segunda ronda, en la que las cinco candidatas finales fueron elegidas mediante un evento celebrado el 17 de octubre de 2023 en el Kobi Onsen Resort en Huế. Las últimos cinco candidatas compitieron nuevamente en la noche preliminar celebrada el 22 de octubre en el Phú Thọ Indoor Stadium, Ciudad Ho Chi Minh, y la ganadora fue anunciada en el escenario de la gran final el 25 de octubre.
| Posiciones | Candidata |
| ---------- | --- |
| Ganadora   | - Ghana - Kitava-Yvettlana |
| Top 5      | - Alemania - Marie Kilonzo - Japón - Yayoi Machida - Nigeria - Boma Dokubo - Singapur - Jade Wu |
| Top 18     | - Angola - Eugénia Dos Santos - Chile - Paula Henríquez - Indonesia - Ritassya Wellgreat - Irlanda - Rachel Slawson - Laos - Phetmany Philakhong - Myanmar - Ni Ni Lin Eain - Países Bajos - Melissa Bottema - Perú - Luciana Fuster - República Checa - Sophia Osako - Sudáfrica - Gugulethu Mayisela - Tailandia - Thaweeporn Phingchamrat - Vietnam - Lê Hoàng Phương |

### Mejor Traje Nacional
El Concurso de Mejor Traje Nacional se organizó en el Phú Thọ Indoor Stadium, Ciudad Ho Chi Minh, el 20 de octubre de 2023. Los 20 mejores, 10 y 6 mejores trajes calificados se determinaron mediante votación pública y la selección de los jueces; sin embargo, los trajes ganadores fueron elegidos directamente por el panel de jueces entre los 20 mejores trajes finales y se anunció más tarde en el escenario de la gran final el 25 de octubre.
El evento fue presentado por Mister Eco Internacional Tailandia 2018, Sakul Limpapanon, y Miss Grand Filipinas 2022, Roberta Tamondong. El panel de jueces incluye al presidente de Miss Grand Internacional, Nawat Itsaragrisil, la vicepresidenta de Miss Grand Internacional, Teresa Chaivisut, Miss Grand Internacional 2022, Isabella Menin, y Miss Grand Internacional 2021, Nguyễn Thúc Thùy Tiên.
| Posiciones           | Selección            | Candidata |
| -------------------- | -------------------- | --- |
| Mejor Traje Nacional | Mejor Traje Nacional | - Japón - Yayoi Machida - Nigeria - Boma Dokubo - Vietnam - Lê Hoàng Phương                                                                  |
| Top 10               | Votación             | - Camboya - Phoem Sreyno - Indonesia - Ritassya Wellgreat - Myanmar - Ni Ni Lin Eain - Tailandia - Thaweeporn Phingchamrat                   |
| Top 10               | Jueces               | - Honduras - Britthany Marroquín - Puerto Rico - Cristina Ramos - Rusia - Anastasiia Volkonskaia                                             |
| Top 20               | Votación             | - Bolivia - Victoria Olguín - Filipinas - Nikki de Moura - Guatemala - Raschel Paz - Panamá - Julia Leong - Perú - Luciana Fuster            |
| Top 20               | Jueces               | - Ecuador - Andrea Ojeda - India - Arshina Sumbul - Paraguay - Maelia Salcines - Trinidad y Tobago - Rebekah Hislop - Turquía - Beyhan Kübra |

### Mejor en Traje de Baño
El concurso Mejor en Traje de Baño se organizó en el Da Nang Mikazuki Japanese Resorts & Spa el 12 de octubre de 2023; sin embargo, debido a algún accidente causado por las condiciones climáticas, el concurso se llevó a cabo nuevamente como evento bajo techo el 14 de octubre de 2023. Las finalistas calificadas del desafío fueron elegidas mediante votación pública y elegidos directamente por el panel de jueces. La ganadora del cual fue anunciado en la gran final del certamen celebrada el 25 de octubre.
| Posiciones | Candidata |
| ---------- | --- |
| Ganadora   | - República Dominicana - Skarxi Marte |
| Top 10     | - Bolivia - Victoria Olguín - Brasil - Adriana Yanca - Camboya - Phoem Sreyno - Colombia - Alejandra López - Guatemala - Raschel Paz - Indonesia - Ritassya Wellgreat - Myanmar - Ni Ni Lin Eain - Perú - Luciana Fuster - Tailandia - Thaweeporn Phingchamrat - Vietnam - Lê Hoàng Phương |

## Candidatas
69 candidatas compitieron por el título:
(En la tabla se utiliza su nombre completo, los sobrenombres van entrecomillados y los apellidos utilizados como nombre artístico, entre paréntesis; fuera de ella se utilizan sus nombres «artísticos» o simplificados).
| País/Territorio                      | Candidata                            | Edad | Residencia          |
| ------------------------------------ | ------------------------------------ | ---- | ------------------- |
| Albania                              | Angela Tanuzi                        | 20   | Krujë               |
| Alemania                             | Marie Tavitha Kilonzo                | 28   | Bonn                |
| Angola                               | Eugénia Dos Santos Das Neves         | 24   | Luanda              |
| Argentina                            | Natalia Carolina Cometto             | 28   | Pirané              |
| Australia                            | Mikaela-Rose Fowler                  | 28   | Mornington          |
| Bélgica                              | Albertina Rodrigues                  | 25   | Lieja               |
| Bielorrusia                          | Yekaterina Pavlovna Agapova          | 27   | Múrmansk            |
| Bolivia                              | María Victoria Olguín Pol            | 24   | Cochabamba          |
| Bonaire                              | Ruby Paola Pouchet                   | 28   | Kralendijk          |
| Brasil                               | Adriana Yanca Rodrigues Alves        | 26   | Belford Roxo        |
| Camboya                              | Phoem Sreyno                         | 24   | Nom Pen             |
| Canadá                               | Yuliya Shcherban                     | 23   | Lloydminster        |
| Chile                                | Paula Antonia Henríquez Vargas       | 27   | Las Condes          |
| Colombia                             | María Alejandra López Pérez          | 28   | Pereira             |
| Corea del Sur                        | Park Ji-young                        | 26   | Seúl                |
| Costa Rica                           | Kristell Angelik Ruiz Freeman        | 26   | Limón               |
| Cuba                                 | Sofía Acosta                         | 27   | Miami               |
| Dinamarca                            | Sille Lyngsdorf Albertsen            | 20   | Næstved             |
| Ecuador                              | Andrea Cecilia Ojeda Fernández       | 25   | Guayaquil           |
| Egipto                               | Mariam Khatab                        | 25   | El Cairo            |
| El Salvador                          | Fátima Alejandra Calderón Quezada    | 24   | La Libertad         |
| España                               | Celia Sevilla González               | 22   | La Roda             |
| Estados Unidos                       | Stephanie Marie Miranda Morales      | 29   | Campbell            |
| Filipinas                            | Nikki Advincula de Moura             | 19   | Cagayán de Oro      |
| Francia                              | Clémence Drouhaud                    | 19   | Angulema            |
| Ghana                                | Kitava-Yvettlana Fosuawaa Amankwah   | 28   | Sisaket             |
| Gibraltar                            | Jaylynn Cruz                         | 26   | Gibraltar           |
| Grecia                               | Ioanna Skoula                        | 18   | Heraclión           |
| Guatemala                            | Raschel Alexandra Paz Archila        | 22   | Ciudad de Guatemala |
| Haití                                | Isnaida Compere                      | 26   | Les Gonaïves        |
| Honduras                             | Britthany Marroquín Gonzáles         | 20   | Copán               |
| Hong Kong                            | Ada Lo Tan Tan                       | 28   | Hong Kong           |
| India                                | Arshina Sumbul                       | 24   | Jaipur              |
| Indonesia                            | Ritassya Wellgreat Waynands          | 22   | Palembang           |
| Irlanda                              | Rachel Slawson                       | 28   | Provo               |
| Islas Vírgenes de los Estados Unidos | Heather Marie Thompson               | 26   | Nueva York          |
| Italia                               | Doris Andrea Zanettin Romero         | 24   | Asti                |
| Japón                                | Yayoi Machida                        | 26   | Tokio               |
| Kosovo                               | Rinesa Murati                        | 24   | Pristina            |
| Laos                                 | Phetmany Philakhong                  | 27   | Vientián            |
| Malasia                              | Kash Bhullar                         | 22   | Petaling Jaya       |
| México                               | María Fernanda Beltrán Figueroa      | 23   | Culiacán            |
| Myanmar                              | Ni Ni Lin Eain                       | 23   | Mudon               |
| Nepal                                | Garima Ghimire                       | 21   | Biratnagar          |
| Nicaragua                            | Glennys Dayana Medina Segura         | 28   | Rivas               |
| Nigeria                              | Boma Dokubo                          | 27   | Lagos               |
| Países Bajos                         | Melissa Tjemma Janneke Bottema       | 23   | Zandeweer           |
| Panamá                               | Julia Marina López Leong             | 26   | La Chorrera         |
| Paraguay                             | Maelia Carmen Salcines               | 28   | Fernando de la Mora |
| Perú                                 | Luciana Fuster Guzmán                | 24   | Callao              |
| Polonia                              | Kornelia Golebiewska                 | 23   | Olsztyn             |
| Puerto Rico                          | María Cristina Ramos                 | 26   | Caguas              |
| Reino Unido                          | Chloe Ellman-Baker                   | 23   | Sussex              |
| República Checa                      | Sophia Maria Osako                   | 19   | Praga               |
| República Dominicana                 | Skarxi Marie Marte                   | 21   | Santo Domingo       |
| Rumania                              | Denisse Vivienne Andor               | 28   | Bistrița            |
| Rusia                                | Anastasiia Volkonskaia               | 28   | Kursk               |
| Seychelles                           | Shaniah Dick                         | 19   | Mahé                |
| Singapur                             | Jiahui Jade Wu                       | 24   | Ciudad de Singapur  |
| Sudáfrica                            | Gugulethu Mayisela                   | 19   | Johannesburgo       |
| Suiza                                | Marine Sayard                        | 28   | Ginebra             |
| Tailandia                            | Thaweeporn Phingchamrat              | 27   | Chumphon            |
| Taiwán                               | Erica Xio Ting                       | 20   | Taipéi              |
| Trinidad y Tobago                    | Rebekah Hislop                       | 28   | San José            |
| Turquía                              | Beyhan Kübra Esen                    | 28   | Estambul            |
| Ucrania                              | Yulia Klimenko                       | 19   | Kiev                |
| Uzbekistán                           | Amaliya Shakirova                    | 28   | Taskent             |
| Venezuela                            | Valentina del Pilar Martínez Landkœr | 23   | Puerto La Cruz      |
| Vietnam                              | Lê Hoàng Phương                      | 28   | Cam Ranh            |

### Candidatas retiradas
- Guadalupe - Laura Ballonad
- Portugal - Filipa Gama
- Sri Lanka - Sayuri Bhagyawi Jayaratnne
- Sudán del Sur - Amylia Deng

### Candidatas reemplazadas
- Ecuador - Véronique Michielsen Marcillo fue reemplazada por Andrea Cecilia Ojeda Fernández.
- Trinidad y Tobago - Mileidy Materano fue reemplazada por Rebekah Hislop.

## Sobre los países en Miss Grand Internacional 2023

### Naciones debutantes
- Bonaire
- Gibraltar
- Seychelles
- Trinidad y Tobago
- Uzbekistán

### Naciones que regresan a la competencia
Compitió por última vez en 2014:
- Grecia

Compitió por última vez en 2016:
- Suiza

Compitieron por última vez en 2018:
- Islas Vírgenes de los Estados Unidos
- Taiwán

Compitió por última vez en 2019:
- Rumania

Compitieron por última vez en 2020:
- Albania
- Kosovo

Compitió por última vez en 2021:
- Egipto

### Naciones ausentes
- Bangladés
- China
- Crimea
- Curazao
- Jamaica
- Mauricio
- Mongolia
- Mozambique
- Pakistán
- Portugal
- Sri Lanka
- Uganda